# Majerczysko

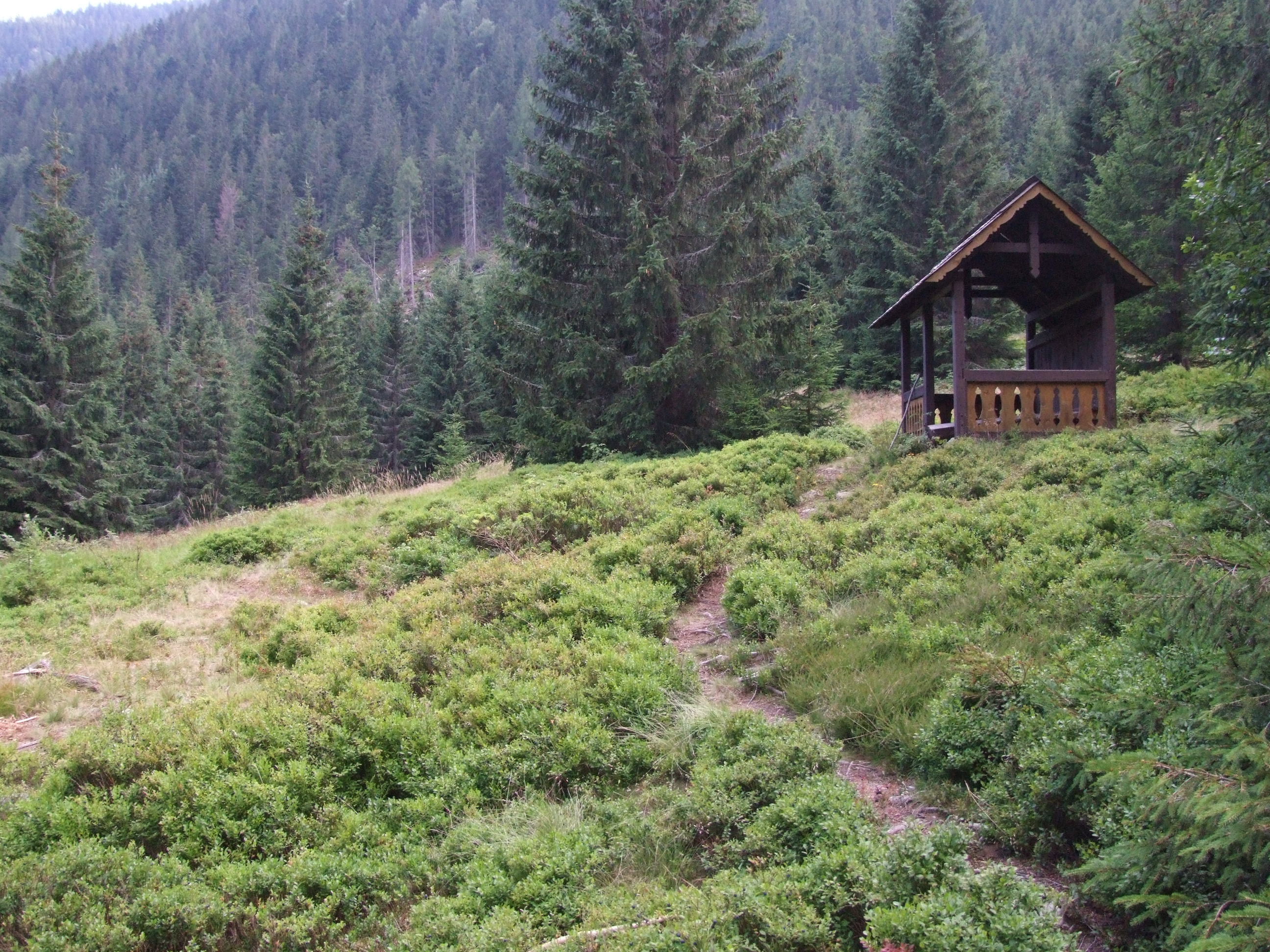
Polana Majerczysko

Majerczysko (słow. Majerčisko) – jedna z polan w Dolinie Jamnickiej w słowackich Tatrach Zachodnich. Znajduje się na wysokości 1020–1040 m n.p.m. w dolnej części tej doliny u wylotu Rzepowego Żlebu opadającego z grani Barańców i poniżej wylotu żlebu spod Niżniej Magury w grani Otargańców. Polana położona jest po orograficznie prawej stronie Jamnickiego Potoku, u wylotu Rzepowego Żlebu, ale na platformie zboczowej, co w dużym stopniu chroni ją przed lawinami z tego żlebu. Nieużytkowana jest od dawna, już w 1992 była polaną zarastającą. Prowadzi przez nią szlak turystyczny i znajduje się na niej wiata dla turystów

## Szlaki turystyczne
– niebieski od autokempingu „Raczkowa” przez rozdroże Niżnia Łąka i Jamnicką Przełęcz na Wołowiec